# Save Rock and Roll
Albums de Fall Out Boy
Folie à deux
(2008) American Beauty/American Psycho
(2015)
Singles
1. My Songs Know What You Did In The Dark (Light Em Up)
Sortie : 4 février 2013
2. Young Volcanoes
Sortie : 15 avril 2013

Save Rock and Roll est le cinquième album studio du groupe pop punk américain Fall Out Boy. C'est le premier album studio du groupe après une interruption de quatre ans, une suite de Folie à deux. Enregistré en secret en 2012 après plusieurs tentatives de reformation, il a été annoncé le 4 février 2013. Son premier single, My Songs Know What You Did In The Dark (Light Em Up), sorti le jour même, est entré dans les charts à l'échelle mondiale, notamment au vingt-sixième rang du Billboard Hot 100 américain et au cinquième rang au Royaume-Uni. La sortie de l'album a eu lieu le 15 et 16 avril chez Island Records. Après cette date, le groupe commencera une tournée Save Rock and Roll pour en faire la promotion.

## Contexte
Après la sortie de leur album de compilation Believers Never Die - Greatest Hits, il a été annoncé le 20 novembre 2009 que le groupe ouvrait un hiatus indéfini pour permettre à ses membres de « décompresser » et de se consacrer à des projets parallèles.
En 2010, le chanteur/guitariste Patrick Stump a commencé à produire du matériel en solo, ce qui a débouché sur deux sorties en 2011, un EP intitulé Truant Wave et un album intitulé Soul Punk. Soul Punk, en particulier, ne comprenait aucun musicien invité, Stump y jouant tous les instruments, ayant écrit tous les textes, composé tous les morceaux et produit lui-même l'ensemble. En juillet 2010, Pete Wentz a formé avec la chanteuse new-yorkaise Bebe Rexha, le groupe ska/electropop Black Cards, un projet inspiré par une discussion que Wentz avait eue avec le producteur Sam Hollander concernant le mélange du ska, de la dance et du reggae avec le rock et la pop britannique des années 1980 pour créer un nouveau son expérimental. Aucun album ne sortit, mais quelques mixtapes et un EP virent finalement le jour en 2012. Le batteur Andy Hurley et le guitariste Joe Trohman formèrent le supergroupe de metal The Damned Things et sortirent un album, Ironiclast, en 2010, le groupe entrant lui-même en hiatus à la fin 2011.
En 2012 ont commencé à circuler des rumeurs selon lesquelles Fall Out Boy écrivait à nouveau de la musique. Beau Bokan, du groupe Blessthefall, révéla le 2 août 2012 sur son compte Twitter qu'il avait entendu lors du Vans Warped Tour un membre du groupe dire qu'il était « officiel » que Fall Out Boy préparait un nouveau disque. Néanmoins, Stump, Wentz et Trohman le démentirent rapidement, et les agents du groupe demandèrent que l'information soit retirée rapidement. Plus tard dans l'année, Keltie Colleen, une employée du programme de divertissement omg! Insider, publia également sur Twitter qu'elle avait reçu une information selon laquelle le groupe travailait sur de nouveaux titres. Les journalistes croyaient que c'était inévitable, étant donné la réaction négative rencontrée par les projets aussi bien de Wentz que de Stump.
Le 4 février 2013, Island Records et le groupe ont officiellement annoncé que le hiatus de quatre ans du groupe était terminé et que Fall Out Boy allait revenir avec un nouvel album, intitulé Save Rock and Roll ; son premier single, My Songs Know What You Did In The Dark (Light Em Up), est sorti le jour même,. Le groupe a donné un concert de retour à Chicago dans la soirée. Il a déclaré au sujet de sa reformation : « QUand nous étions enfants, la seule chose qui nous permettait de passer la plupart des journées était la musique. C'est d'abord pour ça que nous avons formé Fall Out Boy. Ce n'est pas une réunion, parce que nous ne nous sommes jamais séparés. Nous avions besoin de nous débrancher un peu et de faire de la musique importante pour nous. » Save Rock And Roll devait à l'origine sortir les 6 & 7 mai pour coïncider avec le dixième anniversaire du premier « vrai » album du groupe, Take This to Your Grave, mais a été avancé au 15 avril.
En mars 2013, le groupe a confirmé qu'Elton John et Courtney Love avaient prêté leur voix sur l'album.

## Fiche technique

### Liste des titres
| 1.    | The Phoenix                                          | 4:04 |
| 2.    | My Songs Know What You Did In The Dark (Light Em Up) | 3:08 |
| 3.    | Alone Together                                       | 3:24 |
| 4.    | Where Did the Party Go                               | 4:03 |
| 5.    | Just One Yesterday                                   | 4:05 |
| 6.    | The Mighty Fall (featuring Big Sean)                 | 3:33 |
| 7.    | Miss Missing You                                     | 3:31 |
| 8.    | Death Valley                                         | 3:47 |
| 9.    | Young Volcanoes                                      | 3:25 |
| 10.   | Rat a Tat (featuring Courtney Love)                  | 4:02 |
| 11.   | Save Rock and Roll (featuring Elton John)            | 4:42 |
| 43:20 |                                                      |      |

### Crédits
Membres du groupe
- Patrick Stump – chanteur, guitares, piano, claviers
- Pete Wentz – guitare basse
- Joe Trohman – guitares
- Andy Hurley – batterie, percussions

Invités
- Big Sean (voix)
- Foxes (voix)
- Elton John (voix)[12]
- Courtney Love (voix)[12]

## Certifications
| Pays                  | Certification | Unités certifiées |
| --------------------- | ------------- | ----------------- |
| Canada (Music Canada) | Or            | 40 000            |
| Danemark (IFPI)       | Or            | 10 000            |
| États-Unis (RIAA)     | Platine       | 1 000 000         |
| Royaume-Uni (BPI)     | Platine       | 300 000           |